# Pimpla sondrae
Pimpla sondrae là một loài tò vò trong họ Ichneumonidae.